# Liste der Baudenkmäler in Finning

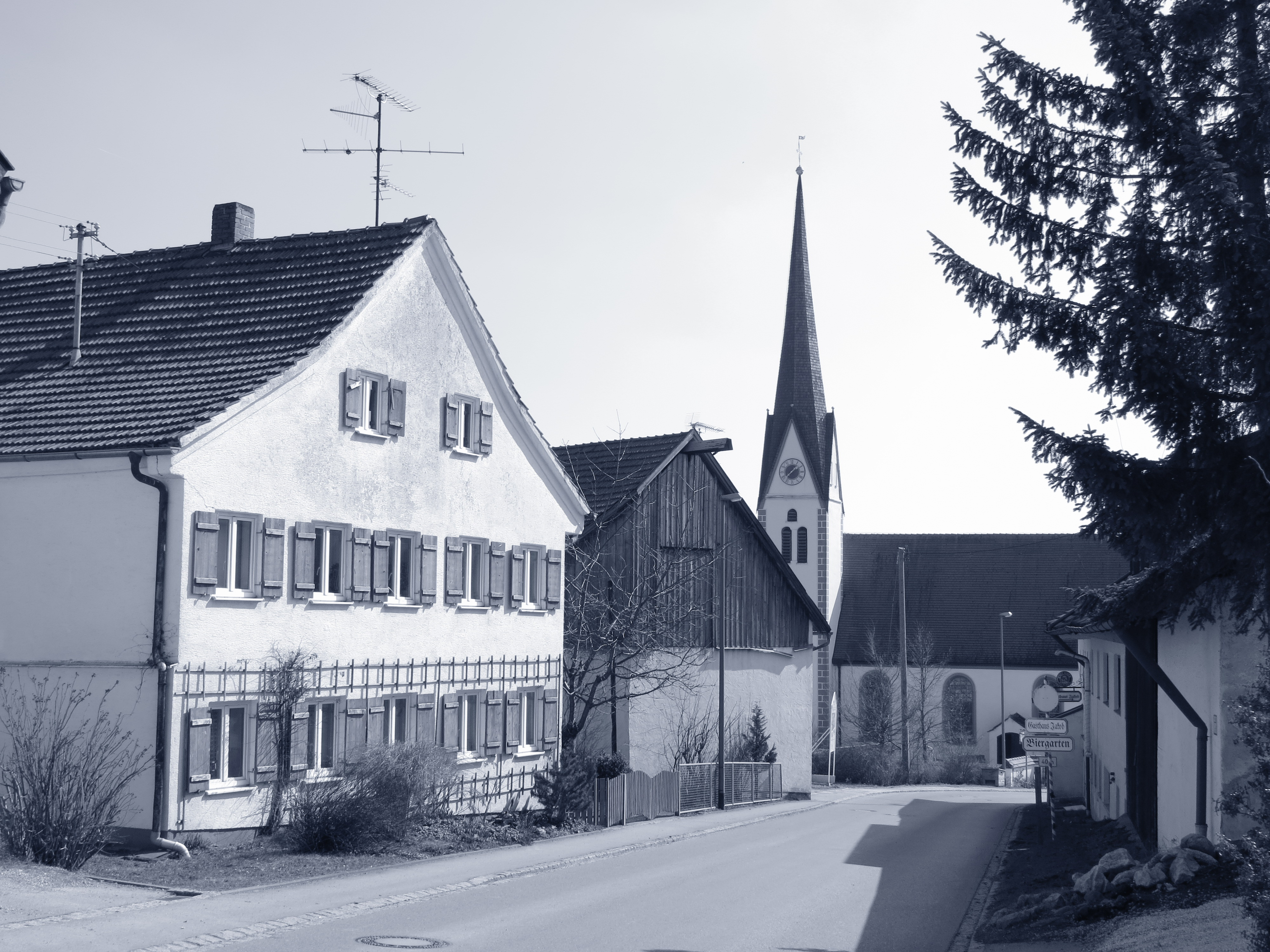
Blick auf Unterfinning

Auf dieser Seite sind die Baudenkmäler in der oberbayerischen Gemeinde Finning zusammengestellt. Diese Tabelle ist eine Teilliste der Liste der Baudenkmäler in Bayern. Grundlage ist die Bayerische Denkmalliste, die auf Basis des Bayerischen Denkmalschutzgesetzes vom 1. Oktober 1973 erstmals erstellt wurde und seither durch das Bayerische Landesamt für Denkmalpflege geführt wird. Die folgenden Angaben ersetzen nicht die rechtsverbindliche Auskunft der Denkmalschutzbehörde.

## Baudenkmäler nach Ortsteilen

### Entraching
| Lage                      | Objekt                                             | Beschreibung | Akten-Nr.              | Bild                          |
| ------------------------- | -------------------------------------------------- | --- | ---------------------- | ----------------------------- |
| Laichstraße 6 (Standort)  | Wandmalereien an der Ostseite                      | bezeichnet 1690 | D-1-81-120-12 Wikidata | Wandmalereien an der Ostseite |
| Laichstraße 12 (Standort) | Hausfigur                                          | farbig gefasste Pieta, barock | D-1-81-120-13 Wikidata | Hausfigur                     |
| St. Jakob 2 (Standort)    | Ehemals Pfarrhaus                                  | zweigeschossiger Putzbau mit weit überstehendem Mansard-Walmdach und gemaltem Fries, Jugendstil, von Kurt Hertel, 1906/07 | D-1-81-120-14          | Ehemals Pfarrhaus             |
| St. Jakob 8 (Standort)    | Katholische Pfarrkirche St. Jacobus oder St. Jakob | Saalbau mit eingezogenem Chor und Chorflankenturm, im Kern spätgotisch, Dachstuhl und Verlängerung 1721, Barockisierung des Turms 1730; mit Ausstattung; Friedhofsmauer auf der Nord-, Süd- und Westseite, mit halbrunden Ziegeln gedeckt, 17./18. Jahrhundert | D-1-81-120-11 Wikidata | weitere Bilder                |

### Oberfinning
| Lage                            | Objekt                               | Beschreibung | Akten-Nr.              | Bild                    |
| ------------------------------- | ------------------------------------ | --- | ---------------------- | ----------------------- |
| Auf dem Dicken Bühel (Standort) | Grenzstein                           | gerundete Tuffsteinplatte, bezeichnet HV (Hofmark Utting) 168(9?); ca. 1950 m nordöstlich der Kirche Entraching und 400 m nordnordöstlich vom Nigglhof an der Gemeindegrenze | D-1-81-120-10 Wikidata | BW                      |
| Hart (Standort)                 | Hartkapelle                          | einfacher rechteckiger Satteldachbau, 1753; mit Ausstattung | D-1-81-120-9 Wikidata  | weitere Bilder          |
| Hauptstraße (Standort)          | Mariensäule                          | farbiggefasste Madonna auf Steinsäule, 1910 | D-1-81-120-4 Wikidata  | weitere Bilder          |
| Hauptstraße 7 (Standort)        | Ehemals Pfarrhaus                    | jetzt Wohnhaus, zweigeschossiger Satteldachbau, im Kern 1821 | D-1-81-120-3 Wikidata  | Ehemals Pfarrhaus       |
| Kirchsteig 7 (Standort)         | Katholische Pfarrkirche Heilig Kreuz | Saalbau mit halbrundem Chor und Chorflankenturm, Langhaus und Turm 2. Hälfte 15. Jahrhundert, Chor und Stuck 1754; mit Ausstattung                                           | D-1-81-120-1 Wikidata  | weitere Bilder          |
| Mühlstraße 8 (Standort)         | Bauernhaus                           | Mittertennbau mit Flachsatteldach, Kern 17./18. Jahrhundert. | D-1-81-120-5 Wikidata  | Bauernhaus              |
| Mühlstraße 11 (Standort)        | Ehemals Kleinbauernhaus              | erdgeschossiger Steilsatteldachbau, um 1860 | D-1-81-120-6 Wikidata  | Ehemals Kleinbauernhaus |
| Mühlstraße 14 (Standort)        | Ehemals Mühle                        | zweigeschossiger Satteldachbau, im Kern noch 17. Jahrhundert, aufgestockt nach 1850, Haustür mit geschnitztem Dekor, bezeichnet 1855                                         | D-1-81-120-7 Wikidata  | Ehemals Mühle           |
| Pfarrgasse 10 (Standort)        | Ehemals Kleinbauernhaus              | Mittertennbau mit Flachsatteldach, 2. Hälfte 18. Jahrhundert | D-1-81-120-8 Wikidata  | Ehemals Kleinbauernhaus |
| St. Sebastian 14 (Standort)     | Katholische Kapelle St. Sebastian    | einschiffiger Satteldachbau mit eingezogenem Chor und Dachreiter, 1746, Dachreiter 19. Jahrhundert; mit Ausstattung                                                          | D-1-81-120-2 Wikidata  | weitere Bilder          |

### Unterbeuern
| Lage            | Objekt     | Beschreibung                                                   | Akten-Nr.              | Bild |
| --------------- | ---------- | -------------------------------------------------------------- | ---------------------- | ---- |
| Hart (Standort) | Grenzstein | Tuffplatte, bezeichnet 1683; 800 Meter NNO der Kapelle im Wald | D-1-81-114-93 Wikidata | BW   |

### Unterfinning
| Lage                        | Objekt                                                 | Beschreibung | Akten-Nr.              | Bild                              |
| --------------------------- | ------------------------------------------------------ | --- | ---------------------- | --------------------------------- |
| Findingstraße 32 (Standort) | Ehemals Handelshaus                                    | zweigeschossiger Walmdachbau, Anfang 19. Jahrhundert | D-1-81-120-17 Wikidata | Ehemals Handelshaus               |
| Obergasse 5 (Standort)      | Ehemals Kleinbauernhaus                                | zweigeschossiger Flachsatteldachbau, im Kern 17./18. Jahrhundert                                                                                                  | D-1-81-120-18 Wikidata | Ehemals Kleinbauernhaus           |
| St. Willibald 30 (Standort) | Katholische Kapelle St. Willibald                      | einschiffiger Satteldachbau mit eingezogenem Chor und Dachreiter, Chor um 1620, Langhaus bezeichnet 1676; mit Ausstattung                                         | D-1-81-120-16 Wikidata | Katholische Kapelle St. Willibald |
| Sonnenstraße 10 (Standort)  | Katholische Pfarrkirche zur Schmerzhaften Muttergottes | Saalbau mit eingezogenem Chor und Chorflankenturm, Chor und Turm 1. Hälfte 15. Jahrhundert, Langhaus 16. /17. Jahrhundert und verlängert um 1700; mit Ausstattung | D-1-81-120-15 Wikidata | weitere Bilder                    |
| Böromoos (Standort)         | Grenzstein                                             | Tuffpfeiler bezeichnet SL JZ 1722; 2000 m südlich im „Finninger Wald“ auf der Gemarkungsgrenze                                                                    | D-1-81-146-22 Wikidata | BW                                |

### Westerschondorf
| Lage                         | Objekt                              | Beschreibung                                                                                         | Akten-Nr.              | Bild           |
| ---------------------------- | ----------------------------------- | --- | ---------------------- | -------------- |
| Westerschondorf 1 (Standort) | Wohngebäude der ehemaligen Schwaige | zweigeschossiger Mansard-Halbwalmdachbau mit Putzbandgliederung, wohl erstes Drittel 19. Jahrhundert | D-1-81-120-19 Wikidata | weitere Bilder |